# Coronet
Coronet är ett varumärke för danska fritidsmotorbåtar.

## Historik
Ole Botved (1925–1985) började bygga Coronet-båtar i Tuborg havn i Köpenhamn i sitt företag Botved Boats, som grundats 1951.
Tillverkningen flyttade 1955 till Vordingborg och 1959 till Slagelse. Där byggdes flertalet båtar under 1960- och 1970-talen. Under 1960-talet hade Botvid Boats också en fabrik i Guldborgsund, där skrov i plywood byggdes. År 1969 invigdes en produktionsanläggning i Mullerups hamn utanför Slagelse, där det till en början byggdes båtar av typen Coronet 44.
Coronet var under 1970-talet den största europeiska tillverkaren av fritidsbåtar. Produktionen var som störst 1972-1973, då nära 1.000 båtar tillverkades per år. USA var vid starten den viktigaste marknaden, men exporten vidgades under 1970-talet till 100 länder över hela jorden. År 1977, efter oljekrisen 1973, hamnade företaget i ekonomiska svårigheter. Det köptes av Burmeister & Wain, som sålde det vidare 1980, då det namnändrades till Coronet Boats A/S. Det genomgick därefter ytterligare ägarskiften. 
Fabriken i Slagelse stängde efter konkurs vid mitten av 1980-talet.
Fastighetsbolagsägaren Niels Barfred (född 1931) drev företaget 1988–1992, varefter produktion lades ned.
År 2006 övertogs produktionsrättigheterna för Coronet och varumärket av Coronet Yachts Denmark av ägarna till Tuco Yacht Værft i Faaborg, Jonas Pedersen och Jakob Frost. Tuco Værft medverkade till återupptagande av produktion av en 24 fots daycruiser med namnet Coronet 240 DC, en 28 fots yacht med flybridge Coronet 280 Fly och den 35 fot långa daycruisern Coronet 350 DC.

Fram till 2017 har det byggts mer än 10.000 båtar av märket Coronet. I april 2017 var rättigheterna till Coronet utbjudna på marknaden, inklusive produktionsrättigheterna till de återstående tillverkade Coronet 290 Sport och 290 Weekend.

## Polisbåtar i Sverige
År 1968–1972 inköptes tretton båtar av typen Coronet P24, P27, P30 och P32 till Sjöpolisen i Sverige.  De hade gott rykte inom poliskåren.

## K-märkt båt
Sjöhistoriska museet har K-märkt två båtar av typen Coronet 18 Hardtop Sedan och Coronet 16 Hardtop Convertible konstruerade av den brittiskfödde amerikanske båtkonstuktören Richard C Cole (1909–2004) och byggda 1956 respektive 1958 på Botved Boats i Vordingborg. Coronet 18 Hardtop Sedan tillverkades 1956–1965 och var den första med namnet "Coronet".
Båten är tillverkad i glasfiberklädd marinplywood, är 5,5 meter lång och 2,3 meter bred. Den tillhör den första generationen av Coronet-båtar, som var inriktade mot export till USA.

## Coronet Yacht Club
- Coronet Yacht Club[11] med säte i Stockholm har över 1.000 medlemmar i 25 länder. Klubben ordnar möten, tillverkar reservdelar och ger ut en medlemstidning. Klubben förvaltar Coronets arkiv om cirka 75.000 dokument.